# Skärets naturreservat, Eskilstuna kommun
Skäret är ett naturreservat i Eskilstuna kommun i Södermanlands län. Området ligger cirka en mil nordväst om centrala Eskilstuna, på norra sidan av Väsbyviken, precis vid småorten Mälarbaden. Området består av betesmark samt skog, delar av skogen är blöt och snårig och därmed svårtillgänglig. Området är inhägnat och används som betesmark.

## Naturreservatet
Syftet med naturreservatet är att "långsiktigt säkerställa, samt bevara och utveckla ett mosaikartat landskapsavsnitt." Här finns betesmarker men även dungar av lövträd. Fågellivet är också något som framhålls som värde i naturreservatet. Äldre ekar finns i området och där kan lavar och mossor växa, exempelvis grön spiklav. Flera arter av hackspettar kan ses här under våren och sommaren och här finns även vattenfladdermus.

## Bilder

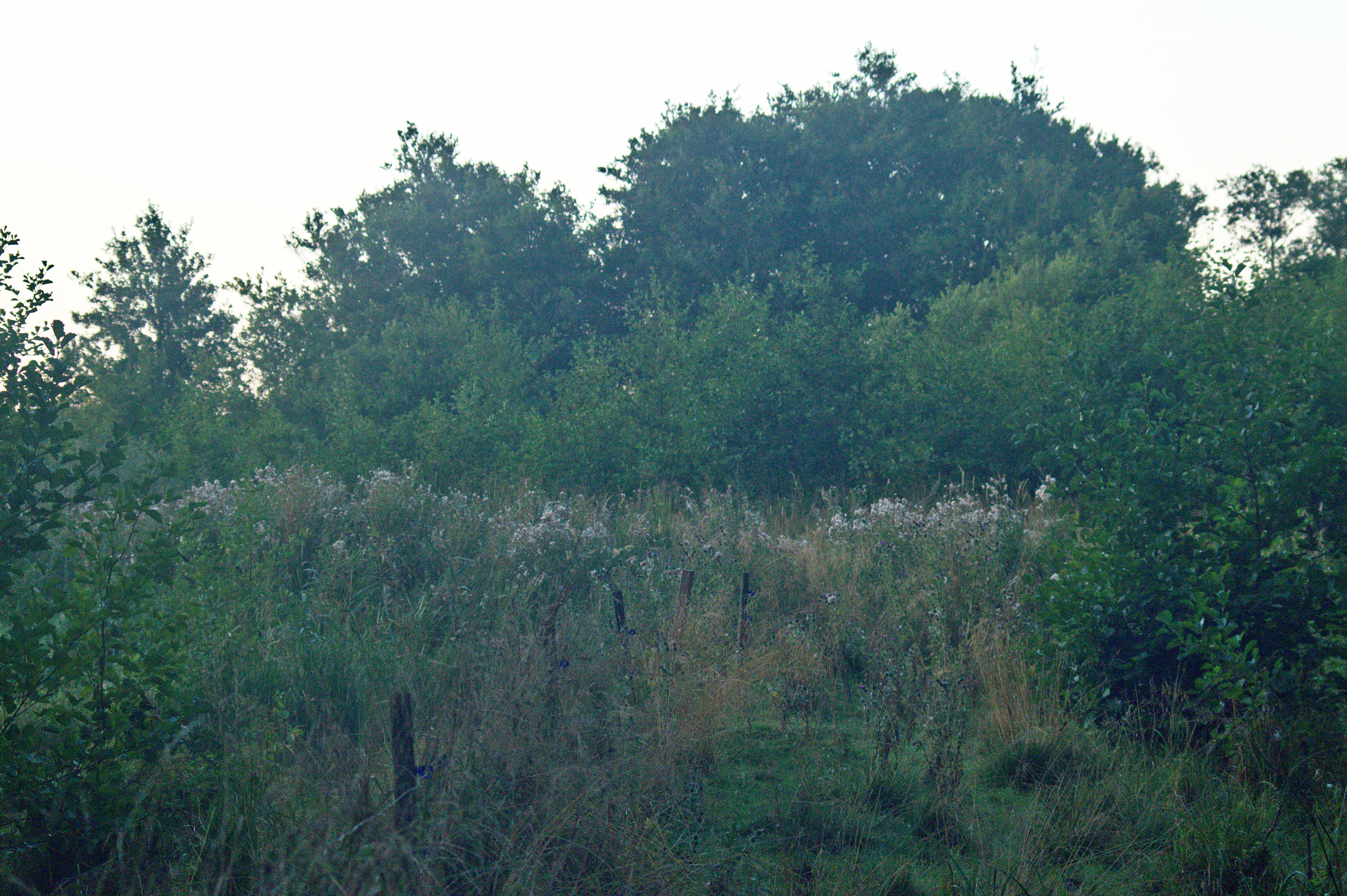
Svårtillgängligt område i södra delen.
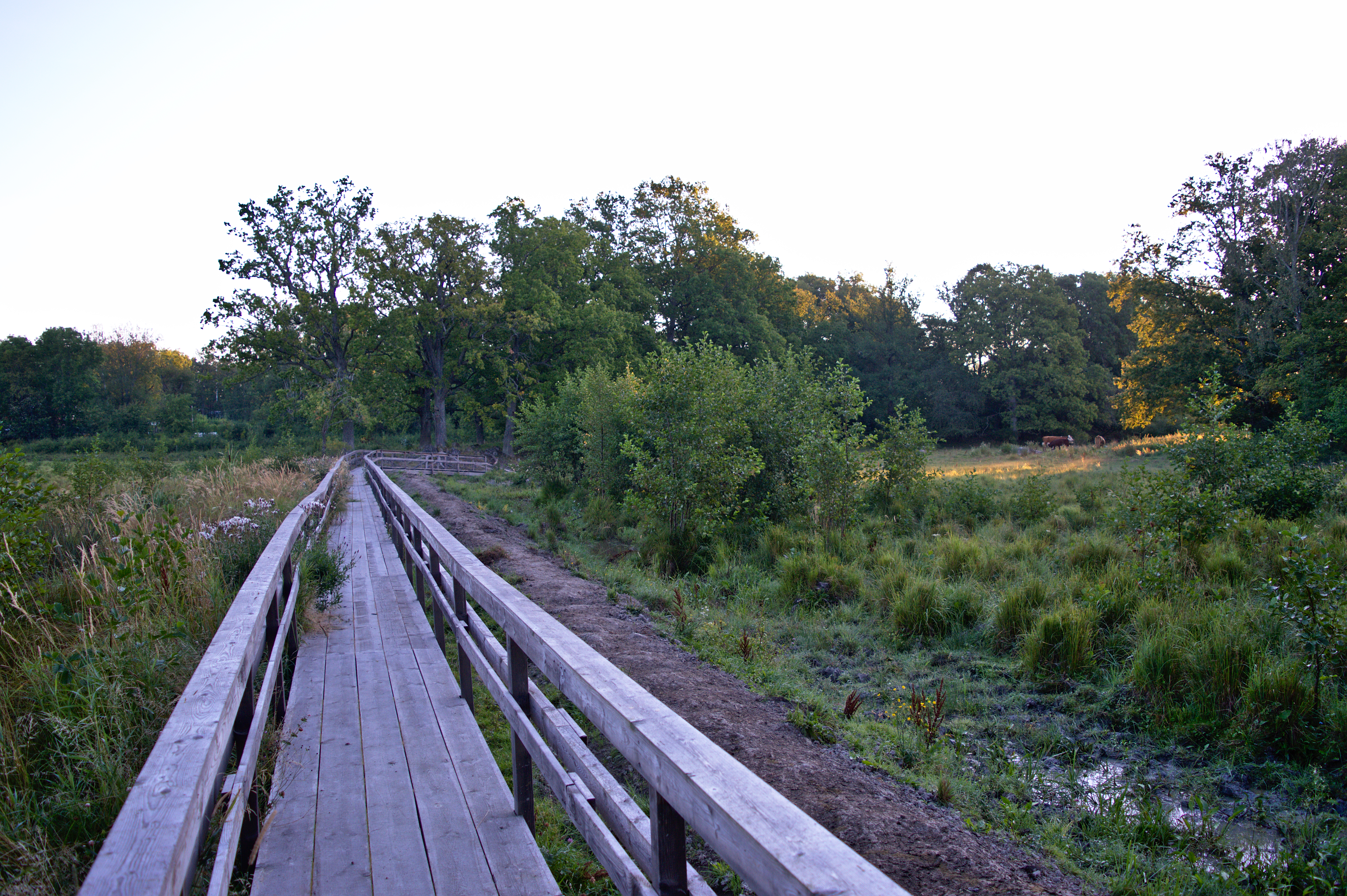
En spång i mitten av reservatet för att kunna ta sig över blöt mark.
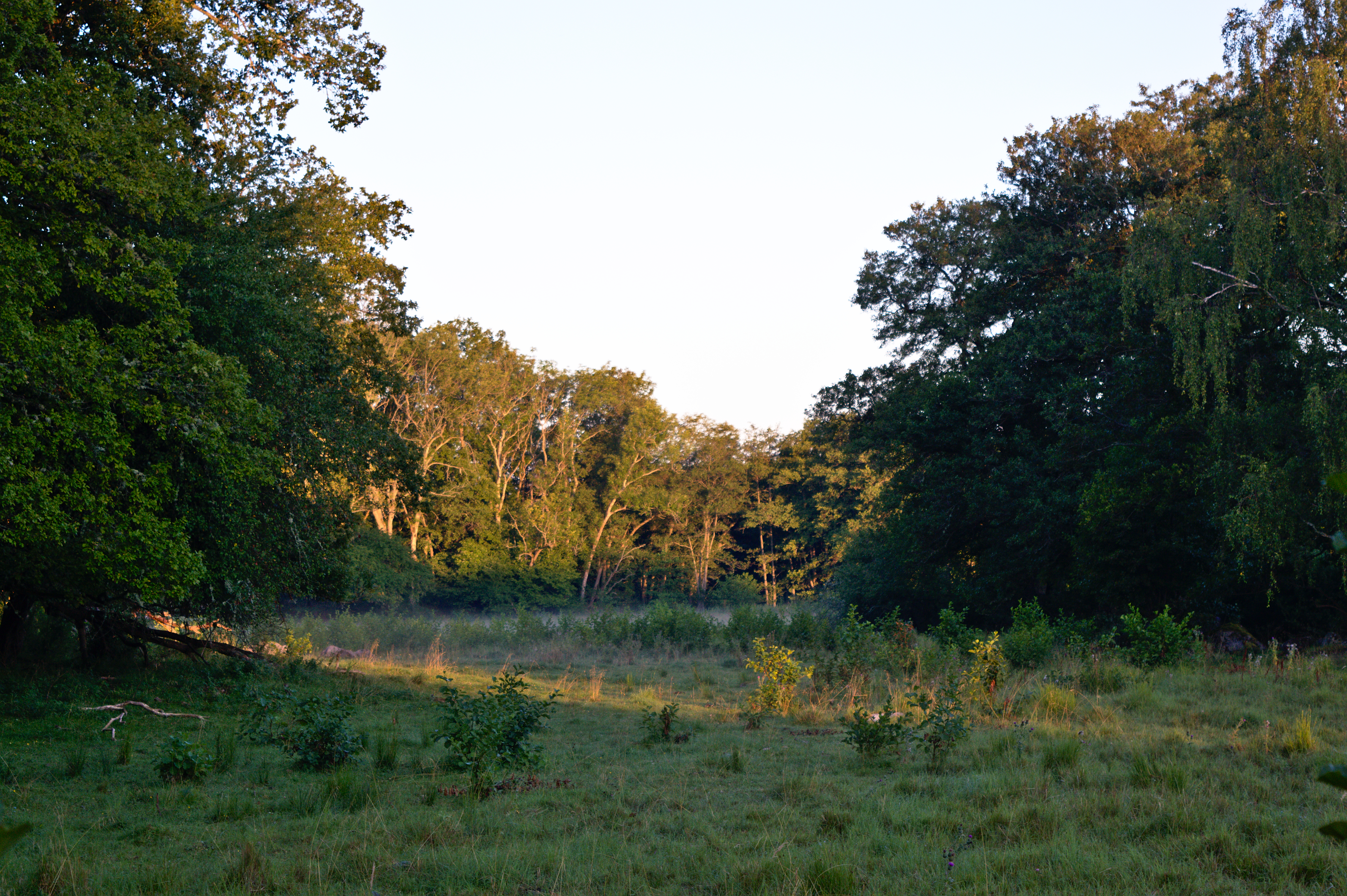
Öppen mark omgiven av dungar med träd.
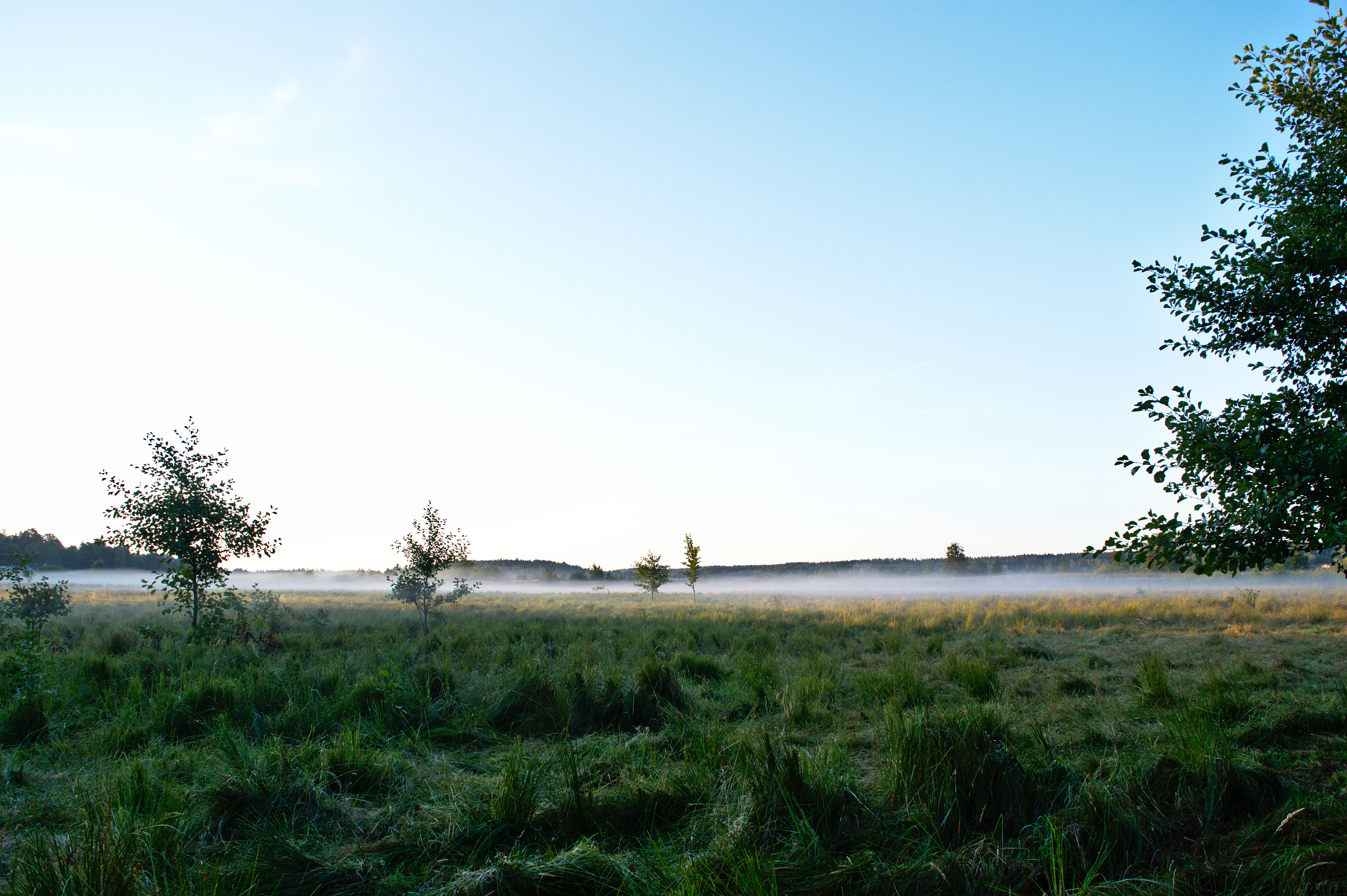
Större område med öppen mark i sydöstra delen.
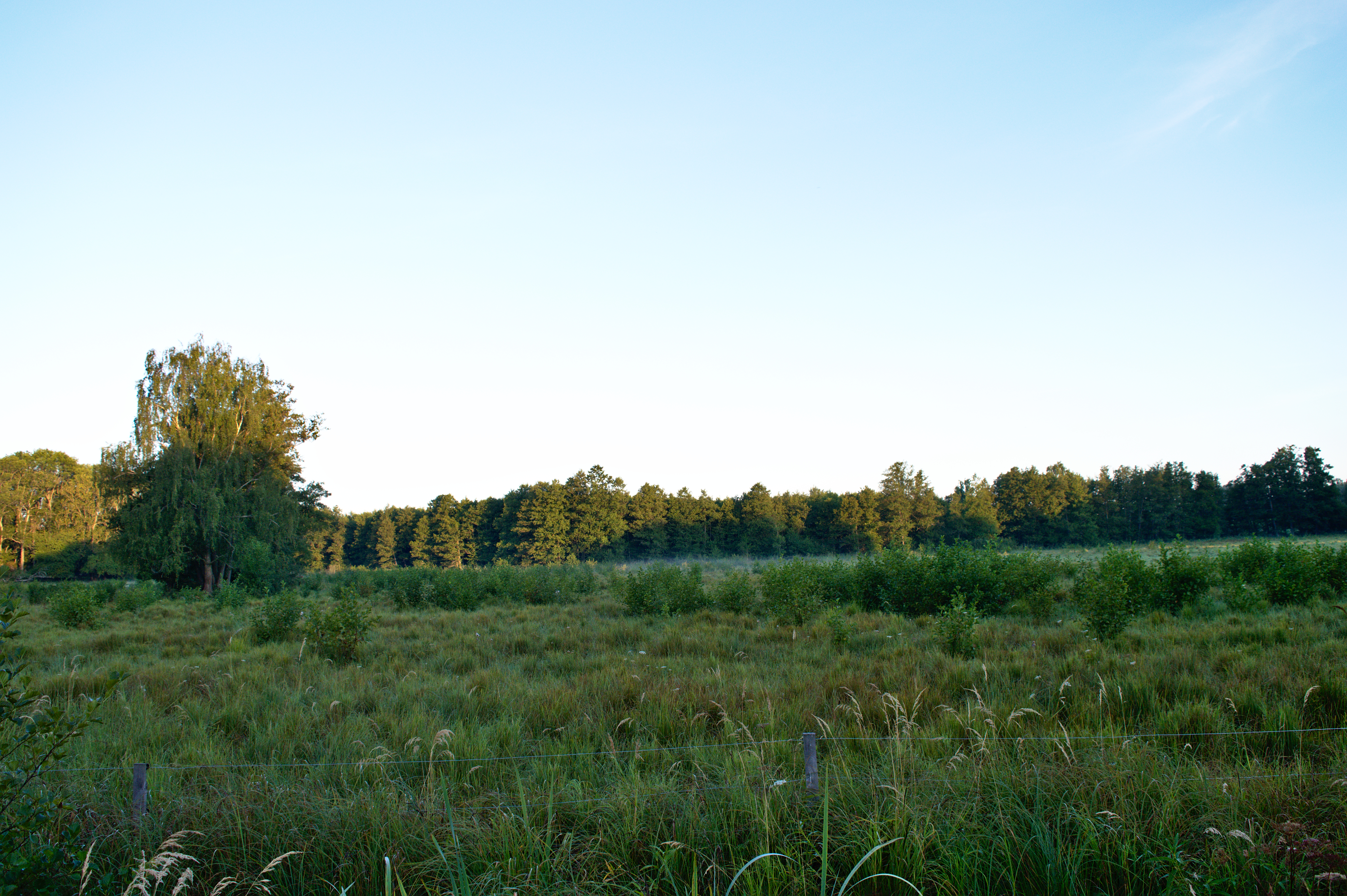
Västra delen sedd från spången i mitten.
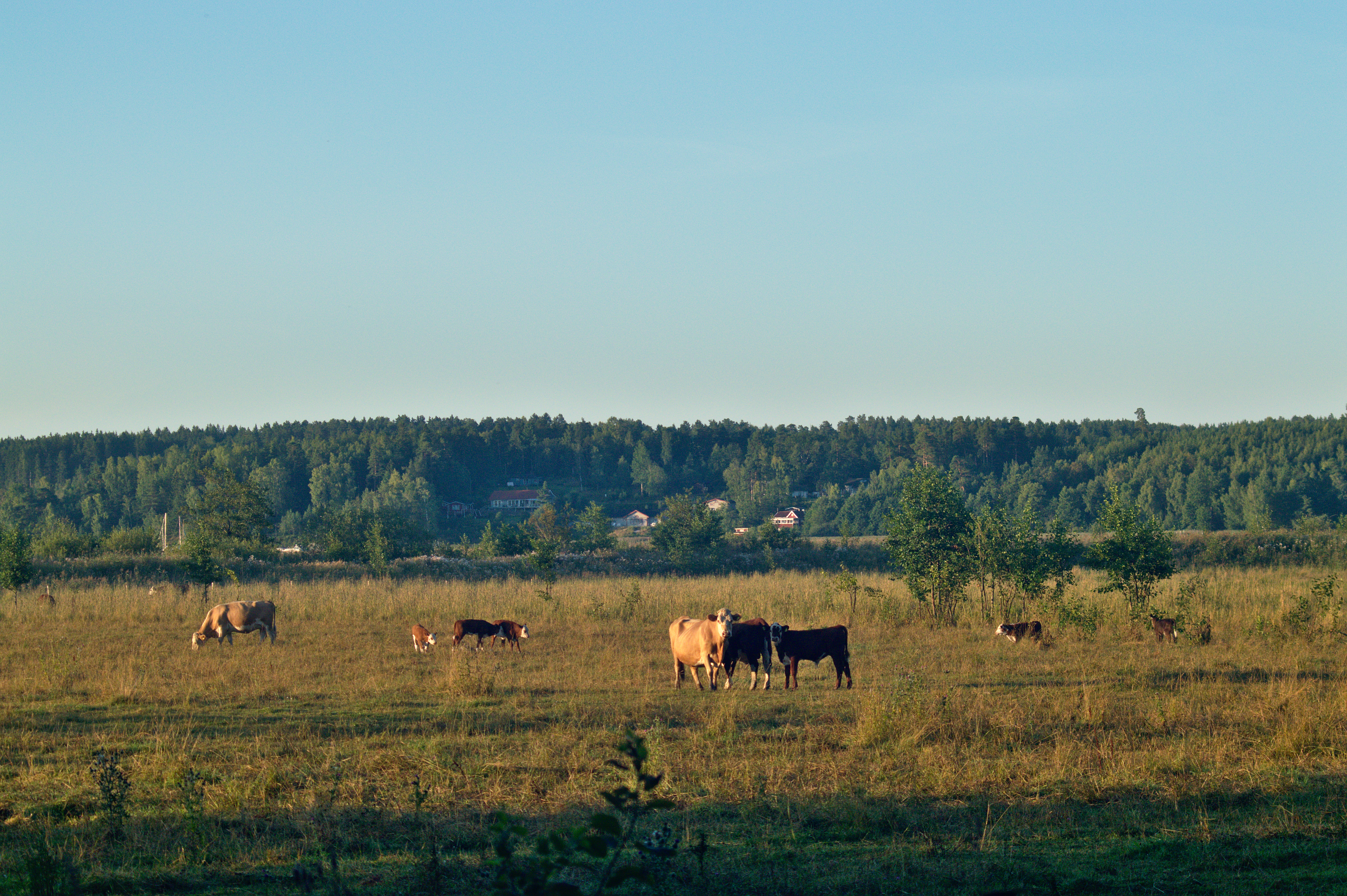
Betande boskap i naturreservatet.